# Хиллари, Эдмунд
Сэр Эдмунд Персиваль Хи́ллари (англ. Sir Edmund Percival Hillary, 20 июля 1919 — 11 января 2008) — новозеландский исследователь и альпинист. Один из двух людей — первовосходителей на Эверест (29 мая 1953) вместе с шерпом Тенцингом. Почётный гражданин Непала.
Альпинизмом стал интересоваться ещё в школе, совершив своё первое восхождение в 1939 году на гору Оливье (1933 м) в Новой Зеландии. В годы Второй мировой войны служил в ВВС Новой Зеландии в должности штурмана. До удачного восхождения на Эверест в 1953 году принимал в 1951 году участие в разведывательной экспедиции к горе, а в 1952 году безуспешно пытался покорить гору Чо-Ойю. В 1957—1958 годах Э. Хиллари совместно с В. Фуксом руководил пересечением Антарктиды. Впоследствии принимал участие в экспедиции на Северный полюс.
После покорения Эвереста Эдмунд Хиллари большую часть своей жизни помогал восточно-гималайскому народу шерпа. Благодаря его усилиям было построено много школ и больниц в отдалённых районах Гималаев.

## Ранние годы жизни
Эдмунд Хиллари родился 20 июля 1919 года в новозеландском городе Окленд. В 1920 году семья переехала в пригород Окленда, город Туакау, после того как отцу выделили там земельный участок (он участвовал в Дарданелльской операции в ходе Первой мировой войны). Дедушка и бабушка Эдмунда были одними из первых европейских поселенцев середины XIX века на берегах реки Уаироа, эмигрировав из английского графства Йоркшир.
Начальное образование Эдмунд получил в школе Туакау, после чего поступил в гимназию Окленда. Окончив начальную школу на два года раньше, в средней школе он добился только средних результатов. Эдмунд был намного младше своих одноклассников, что делало его очень застенчивым. Единственным его утешением в эти годы стало чтение книг и мечты о жизни, полной приключений. В гимназии Эдмунд стал заниматься боксом, что придало ему уверенности. В возрасте 16 лет, после поездки к горе Руапеху, он заинтересовался альпинизмом. Несмотря на нескладность тела (его рост составлял 195 см) и плохую координацию, он посчитал себя физически сильным и более выносливым, чем его друзья. Впоследствии Эдмунд изучал математику и естественные науки в колледже университета Окленда, а в 1939 году совершил своё первое восхождение. Вместе со своим братом Рексом Хиллари стал заниматься пчеловодством, чтобы как-то провести летние месяцы в ожидании зимы.

## Вторая мировая война
С началом Второй мировой войны Хиллари изъявил желание вступить в ряды новозеландской армии, но впоследствии отказался от этой идеи по религиозным убеждениям. После введения всеобщей воинской повинности в 1943 году Эдмунд поступил на службу в ВВС Новой Зеландии в качестве штурмана на летающей лодке «Каталина». В 1945 году Хиллари был послан на Фиджи, а затем на Соломоновы Острова, где с ним произошёл несчастный случай: он получил серьёзные ожоги при пожаре на летающей лодке. Впоследствии Эдмунд был репатриирован в Новую Зеландию.

## Экспедиции
В 1951 году Хиллари принял участие в британской разведывательной экспедиции на Эверест под руководством Эрика Шиптона, а уже в 1952 году — на гору Чо-Ойю, взойти на которую альпинистам не удалось.

### Экспедиция 1953 года на Эверест
В середине XX века дорога к Эвересту была закрыта со стороны подконтрольного Китаю Тибета, до горы можно было добраться только через Непал, правительство которого разрешало организовывать иностранцам всего одну экспедицию в год. В 1952 году высочайшую вершину мира пытались покорить швейцарцы, но из-за плохой погоды альпинистам всего в 240 м от вершины горы пришлось развернуться обратно. В этом же году во время поездки в Альпы Хиллари получил приглашение от Британского гималайского комитета принять участие в экспедиции на Эверест, намеченной на 1953 год. Альпинист без раздумий согласился.
Главой экспедиции был поставлен Джон Хант, организовавший две группы альпинистов, которые должны были параллельно взойти на Эверест: одна из групп состояла из Тома Бурдиллона и Чарльза Эванса. Хиллари же был поставлен в пару с опытным Тенцингом, чему он сильно противился, так как хотел идти в паре со своим другом Джорджем Лоу. Сначала Эдмунд даже собирался покинуть команду, однако впоследствии сдался на уговоры.
В экспедицию Ханта входило около 400 человек, включая 362 носильщиков, 20 проводников из представителей народа шерпа и 10 000 фунтов (4500 кг) груза. Джордж Лоу следил за подготовкой маршрута через откос горы Лхоцзе, Эдмунд Хиллари — через ледопад Кхумбу.
В марте 1953 года экспедиция развернула базовый лагерь, а затем и финальный лагерь недалеко от Лхоцзе на высоте 7890 м. 26 мая Бурдиллоном и Эвансом была предпринята первая попытка взойти на Эверест, но она провалилась из-за сломавшейся системы снабжения кислородом у Эванса. Идти на вершину поэтому были посланы Хиллари и Тенцинг. Они использовали кислородные аппараты другой системы.
В течение двух дней из-за сильного снега и ветра пара не могла покинуть лагерь. Только 28 мая благодаря поддержке трёх компаньонов Хиллари и Тенцинг отправились в путь. На высоте 8500 м альпинисты поставили палатку, а их компаньоны вернулись в лагерь. Проснувшись следующим утром, Хиллари и Тенцинг обнаружили, что ботинки Хиллари полностью покрылись льдом (Тенцинг на ночь не снимал обувь), и им потребовалось два часа, чтобы их разморозить и наконец отправиться на последний подъём с рюкзаками, которые весили 14 кг. 29 мая в 11.30 альпинисты добрались до вершины Эвереста (8848 м). Хиллари сказал: «Ещё несколько ударов ледорубом по твёрдому снегу — и мы на вершине».
На вершине альпинисты провели всего 15 минут. За это время Хиллари сделал фотографию Тенцинга, шерпа же оставил в снегу шоколадки в качестве подношения богам, а Хиллари водрузил флаг. Фотографий Хиллари на вершине Эвереста нет, так как, по утверждению Хиллари, Тенцинг не умел пользоваться фотоаппаратом. По словам самого Тенцинга, он предложил Хиллари сфотографироваться, но тот отказался.
Новость об успехе была чуть придержана руководством экспедиции, чтобы опубликовать её 2 июня — точно в день коронации Елизаветы II. Впоследствии Хиллари и Хант были пожалованы молодой королевой в рыцари, а Тенцинг получил от британского правительства медаль Святого Георгия. Считается, что тогдашний премьер-министр Индии Джавахарлал Неру просто запретил Тенцингу получать рыцарский титул.

### После Эвереста
Во время экспедиций 1956, 1960—1961, 1963—1965 годов Хиллари взошел ещё на 10 вершин Гималаев. 4 января 1958 года альпинист вместе с Трансантарктической экспедицией Содружества достиг Южного полюса. Это была первая экспедиция, в которой использовался автомобильный транспорт, и первая, достигшая полюса по суше, после Амундсена в 1911 году и Скотта в 1912 году. В 1977 году Хиллари возглавил катерную экспедицию от устья реки Ганг до её истока.
В 1979 году известный альпинист должен был принять участие в злополучном экскурсионном полёте авиакомпании Air New Zealand в Антарктиду, но из-за контрактных обязательств был вынужден отказаться от участия. Вместо него полетел один из его лучших друзей, Питер Малгрю, который и погиб в одной из крупнейших авиакатастроф: рейс 901 разбился о гору Эребус. Выживших среди 257 пассажиров и членов экипажа не оказалось. Впоследствии Хиллари женился на вдове своего друга.
В 1975 году Эдмунд принял участие во всеобщих выборах. Это стало препятствием для его назначения в качестве генерал-губернатора Новой Зеландии, поэтому в 1977 году им стал Кит Холиок. Однако в 1985 году Хиллари был назначен новозеландским верховным комиссаром в Индии (и одновременно верховным комиссаром в Бангладеш и послом в Непале), где он прожил четыре с половиной года. В 1985 году вместе с Нилом Армстронгом Эдмунд перелетел на двухместном самолёте Атлантический океан и приземлился на Северном полюсе, став первым человеком, который побывал на двух полюсах Земли и на вершине Эвереста.
В январе 2007 года Хиллари снова отправился в Антарктиду, но уже не в качестве члена экспедиции, а на празднование 50-летия существования антарктической станции Скотт-Бейс. На станцию он полетел 18 января 2007 года с делегацией, в которую входил премьер-министр Новой Зеландии. 22 апреля 2007 года, во время поездки в Катманду, Хиллари неудачно упал. Однако госпитализирован известный альпинист был только по возвращении в Новую Зеландию.
Эдмунд Хиллари умер 11 января 2008 года на 89-м году жизни.

## Общественное признание
6 июня 1953 года Хиллари стал рыцарем-командором ордена Британской империи (KBE); в 1987 году — кавалером ордена Новой Зеландии (ONZ); а 22 апреля 1995 года — рыцарем-компаньоном ордена Подвязки (KG). За участие в Трансантарктической экспедиции Содружества был удостоен Полярной медали. В течение 35 лет руководил основанной им благотворительной организацией. В честь Хиллари назван ряд улиц, школ и организаций как в Новой Зеландии, так и за рубежом.
В 1992 году его портрет появился на банкнотах достоинством 5 новозеландских долларов, таким образом, Хиллари стал первым новозеландцем, чьё изображение появилось на банкноте ещё при его жизни.
В день празднования 50-летнего юбилея покорения Эвереста Эдмунд стал почётным гражданином Непала, став первым иностранцем, удостоенным такой чести у непальского правительства. В 2008 году, в год смерти Хиллари, правительство Индии наградило альпиниста одной из высших наград страны «Padma Vibhushan».
В 2003 году у горы Кука был установлен памятник Эдмунду Хиллари высотой 2,3 м.
В 2008 году — в год смерти путешественника — Новая Зеландия в память о своем великом сыне выпустила серебряную и золотую монеты достоинством 1 и 10 новозеландских долларов соответственно с портретом Э.Хиллари на аверсе. Он изображен на фоне листа папоротника — национального символа страны — и Эвереста. Надпись на монете гласит: «A lifetime of achievement» — «Целая жизнь достижений!»
В том же году в честь Норгея Тенцинга и Эдмунда Хиллари один из самых высотных в мире аэропортов — аэропорт г. Лукла был переименован в Аэропорт имени Тенцинга и Хиллари.
В 2015 году в его честь названы горы Хиллари на Плутоне.

## Смерть
Эдмунд Хиллари скончался в возрасте 88 лет в 9 часов по новозеландскому времени 11 января 2008 года в городской больнице Окленда. По словам премьер-министра страны Хелен Кларк, которая объявила о смерти великого альпиниста в 11:20 по местному времени, смерть Э. Хиллари была «большой потерей для Новой Зеландии».
Официальное прощание с Э. Хиллари состоялось 22 января 2008 года, после чего тело альпиниста было кремировано. 29 февраля его прах, по предсмертному пожеланию, был развеян над заливом Хаураки.

## Публикации
- High Adventure. — 1955. — ISBN 1-932302-02-6.
- East of Everest — An Account of the New Zealand Alpine Club Himalayan Expedition to the Barun Valley in 1954. — 1956.